# (46605) 1993 HQ1
1993 إتش كيو 1 (ويعرف أيضًا باسم (46605) 1993 إتش كيو 1 وفق تسمية الكوكب الصغير) (بالإنجليزية: 1993 HQ1)‏ هو كويكب ضمن حزام الكويكبات؛ وترتيبه 46605 من حيث الاكتشاف.
اكتُشف هذا الجُرم الفلكي بواسطة روبرت إتش ماكنوت في 18 أبريل 1993.

## وصلات خارجية
- (46605) 1993 HQ1 في قاعدة بيانات مختبر الدفع النفاث لأجرام النظام الشمسي الصغيرة

- الاكتشاف · مخطط المدار ·  العناصر المدارية · المعلمات المادية

- (46605) 1993 HQ1 على موقع ويكي سكاي: DSS2, SDSS, GALEX, IRAS, Hydrogen α, X-Ray, Astrophoto, Sky Map, Articles and images